# Flauta de mill
La flauta de mill o "pito atravesa'o", és un instrument musical d'origen indígena, utilitzat en la cúmbia a la Costa del Carib colombiana. És fabricada amb canya de canyís, "corozo", milions, blat de moro, melca o mill. Està format per un tub obert en els extrems, amb una llengüeta vibrant tallada del mateix tub. S'executa de manera transversal i s'utilitza en grups de música tradicional folklòrica anomenats "grupos de millo".

## Característiques
Té quatre orificis tonals, d'aproximadament 1,5 cm de diàmetre, amb una separació d'uns 3 cm entre cada un i mesura uns 20 cm de longitud. La llengüeta és prima i mesura 4 o 6 cm de llarg per 4 o 6 mm d'ample. Per baix a l'extrem fitxa de la llengüeta passa un fil que impedeix la seva fixació i el permet vibrar. En la part superior de l'instrument hi ha lligar una corda per subjectar amb dos dits de la mà esquerra entre el dit polze s'utilitza per tapar i destapar l'orifici del tub més a prop a la llengüeta vibratòria.

## Execució
La flauta de mill té una característica que la fa única en el seu gènere: la forma en què es produeixen algunes notes. Existeixen quatre maneres de produir les notes: la primera és la forma tradicional de bufar a una flauta expulsant aire a través de la llengüeta per produir les notes més agudes. La segona consisteix a inhalar l'aire a través de la llengüeta per produir les notes més agudes. La tercera és coneguda com a "garganteo", la qual consisteix a fer vibrar la llengüeta amb l'exhalació de l'aire que es produeix des de la gola com si s'estiguessin fent gàrgares. La quarta consisteix a expulsar l'aire i tapar a la vegada el forat del cilindre o tub, per costat de la llengüeta: aquest so s'anomena "tapa'o" i es pot variar la seva tonalitat tapant i destapant amb els dits amb tapar amb els dits els 4 forats digitals o de tonalitats.